# Senat Sahm II
Der Senat Sahm II war die Regierung der Freien Stadt Danzig vom 10. Dezember 1924 bis zum 18. Dezember 1928.

## Geschichte
Am 16. Januar 1924 waren die parlamentarischen Senatoren turnusmäßig neu gewählt worden, diese arbeiteten noch im Senat Sahm I mit. Die hauptamtlichen Senatoren wurden am 10. Dezember 1924 neu gewählt, wobei es nur zu einer Änderung kam. Damit war der Senat Sahm II gebildet, der die höchste Entscheidungskompetenz im Gebiet der Freien Stadt Danzig hatte, das neben Danzig noch weitere Städte und Gemeinden in der Umgebung umfasste. Das Parlament war der 2. Volkstag.
Der Senat bestand zunächst vor allem aus Vertretern der Deutschnationalen Volkspartei und der Zentrumspartei, daneben einem hauptamtlichen liberalen Senator und  mehreren hauptamtlichen Parteilosen. Oberbürgermeister blieb der populäre Heinrich Sahm.
Nach einer Regierungskrise kam es am 18. August 1925 zum Rücktritt der ehrenamtlichen Senatoren. Am darauffolgenden Tag wurden fast alle Ämter neu besetzt. Die meisten Vertreter stellte jetzt erstmals die Sozialdemokratische Partei, auch die Deutschliberale Partei war nun mit mehreren parlamentarischen Senatoren vertreten. Die Deutschnationale Volkspartei schied dagegen aus.
Am 28. September 1926 kam es erneut zu einer Auflösung der parlamentarischen Senatoren und am 25. Oktober 1926 zu einer Neuwahl, nun wieder  mit einer Mehrheit deutschnationaler Vertreter und ohne die Sozialdemokraten.
Im Januar 1928 wurden turnusmäßig nach der 3. Volkstagswahl die parlamentarischen Senatoren neu gewählt, am 18. Dezember 1928 die hauptamtlichen zum Senat Sahm III.

## Senatoren

### Hauptamtliche Senatoren
Es gab 7 hauptamtliche Senatoren, von der Deutschnationalen Volkspartei, der Zentrumspartei und der Deutschen Partei für Wirtschaft und Fortschritt, (seit 1925 Deutschliberalen Partei), sowie parteilose und den Präsidenten Heinrich Sahm. Am 15. Februar 1927 schied ein Mitglied aus, der Posten wurde nicht neu besetzt.
| Amt                  | Name                 | Partei                                                                      | Anmerkung                        |
| -------------------- | -------------------- | --------------------------------------------------------------------------- | -------------------------------- |
| Präsident des Senats | Heinrich Sahm        | parteilos                                                                   |                                  |
| Inneres              | Willibald Wiercinski | Zentrum                                                                     | neu gewählt                      |
| soziale Fürsorge     | Hubertus Schwartz    |                                                                             |                                  |
| Kultus               | Hermann Strunk       | Deutsche Partei für Wirtschaft und Fortschritt, dann Deutschliberale Partei |                                  |
| Finanzen             | Ernst Volkmann       | parteilos                                                                   |                                  |
| öffentliche Arbeiten | Otto Leske           |                                                                             | (Rücktritt am 15. Februar 1927?) |
| Staatsbetriebe       | Wolf Runge           |                                                                             |                                  |
| Justiz               | Albert Frank         | Deutschnationale Volkspartei                                                |                                  |

### Parlamentarische Senatoren 1924–1925
Die parlamentarischen Senatoren waren bereits am 16. Januar 1924 im Senat Sahm I (nach der Volkstagswahl 1923) turnusmäßig neu gewählt worden. Durch das Ausscheiden von drei Senatoren im Laufe der folgenden Monate gab es bei Beginn der Amtszeit des Senats Sahm II im Januar 1925 nur noch 10 Senatoren, im April 1925 9. (Vorgesehen waren eigentlich 13.) Nur die Deutschnationale Volkspartei mit 7 (6) und die Zentrumspartei mit 3 Senatoren stellten Vertreter. Vizepräsident war Ernst Ziehm.
| Amt                            | Name               | Partei                       | Anmerkung                            |
| ------------------------------ | ------------------ | ---------------------------- | ------------------------------------ |
| Stellvertreter des Präsidenten | Ernst Ziehm        | Deutschnationale Volkspartei |                                      |
| Landwirtschaft und Forsten     | Franz Ziehm        | Deutschnationale Volkspartei |                                      |
| Handwerk                       | Gustav Karow       | Deutschnationale Volkspartei | starb am 3. April, nicht neu besetzt |
|                                | Karl Kette         | Deutschnationale Volkspartei |                                      |
|                                | Otto Pertuss       | Deutschnationale Volkspartei |                                      |
|                                | Richard Senftleben | Deutschnationale Volkspartei |                                      |
|                                | Otto Schulze       | Deutschnationale Volkspartei |                                      |
|                                | Eduard Bosselmann  | Deutschnationale Volkspartei |                                      |
|                                | Anton Sawatzki     | Zentrum                      |                                      |
|                                | Karl Fuchs         | Zentrum                      |                                      |
|                                | Johann Krause      | Zentrum                      |                                      |

### Parlamentarische Senatoren 1925–1926
Am 19. August 1925 kam es zu einer Neuwahl aller parlamentarischen Senatorensitze. Dabei wurden nur zwei Senatoren wiedergewählt. Die Sozialdemokratische Partei stellte nun mit 5 die meisten Vertreter. Die Zentrumspartei und die Deutschliberale Partei erhielten jeweils 4. Damit gab es wieder 13 parlamentarische Senatoren. Neuer Vizepräsident wurde Julius Gehl von der Sozialdemokratischen Partei.
| Amt                            | Name                       | Partei                                           | Anmerkung                                         |
| ------------------------------ | -------------------------- | ------------------------------------------------ | ------------------------------------------------- |
| Stellvertreter des Präsidenten | Julius Gehl                | Sozialdemokratische Partei                       |                                                   |
|                                | Arthur Bötzel              | Sozialdemokratische Partei                       | Stadtrat                                          |
|                                | Friedrich Grünhagen        | Sozialdemokratische Partei                       | Geschäftsführer                                   |
|                                | Bernhard Kamnitzer         | Sozialdemokratische Partei                       | Landgerichtsrat                                   |
|                                | Ernst Loops                | Sozialdemokratische Partei                       | Redakteur, trat am 31. Januar 1926 zurück         |
| Walter Reek                    | Sozialdemokratische Partei | Bürgermeister in Neuteich, seit 10. Februar 1926 |                                                   |
|                                | Max Ramminger              | Sozialdemokratische Partei                       | Bürgermeister in Ohra                             |
|                                | Karl Formell               | Zentrum                                          | Gewerkschaftssekretär                             |
|                                | Karl Fuchs                 | Zentrum                                          | Weingroßhändler, wiedergewählt                    |
|                                | Bruno Kurowski             | Zentrum                                          | Rechtsanwalt                                      |
|                                | Anton Sawatzki             | Zentrum                                          | Prälat, wiedergewählt                             |
|                                | Emil Förster               | Deutschliberale Partei                           | Oberpostdirektor, trat am 31. Oktober 1925 zurück |
| Hugo Bail                      | Deutschliberale Partei     | ehemaliger Bürgermeister, seit 4. November 1925  |                                                   |
|                                | Konrad Lück                | Deutschliberale Partei                           | Fabrikbesitzer, trat am 17. Oktober zurück        |
| Richard Ernst                  | Deutschliberale Partei     | Stadtrat, seit 4. November 1925                  |                                                   |
|                                | Hugo Neumann               | Deutschliberale Partei                           | Rechtsanwalt                                      |
|                                | Kurt Siebenfreund          | Deutschliberale Partei                           |                                                   |

### Parlamentarische Senatoren 1926–1928
Am 27. Oktober 1926 kam es erneut zu einer Neubesetzung der parlamentarischen Senatorenposten. Die Deutschnationale Volkspartei war nun wieder mit 7 Senatoren vertreten, von denen sie einen an die Deutschliberale Partei abgab. Dazu kam die Zentrumspartei mit drei, die Deutschliberale Partei mit einem und die Beamtenliste ebenfalls mit einem Senatorenposten. Vizepräsident wurde Wilhelm Riepe von der Deutschnationalen Volkspartei.
| Amt                            | Name              | Partei                                | Anmerkung                                                                                                  |
| ------------------------------ | ----------------- | ------------------------------------- | --- |
| Stellvertreter des Präsidenten | Wilhelm Riepe     | Deutschnationale Volkspartei          | |
|                                | Emil Beuster      | Deutschnationale Volkspartei          | |
|                                | Kurt Bischoff     | Deutschnationale Volkspartei          | |
|                                | Ernst Reichenberg | Deutschnationale Volkspartei          | |
|                                | Hermann Schede    | Deutschnationale Volkspartei          | Bankdirektor                                                                                               |
|                                | Franz Ziehm       | Deutschnationale Volkspartei          | |
|                                | Willi Jentzsch    | parteilos (?)                         | auf einem Senatorenposten der Deutschnationalen Volkspartei, trat am 1. November 1927 zurück (Nachfolger?) |
|                                | Richard Ernst     | Deutschliberale Partei                | auf einem Senatorenposten der Deutschnationalen Volkspartei                                                |
|                                | Karl Formell      | Zentrum                               | |
|                                | Karl Fuchs        | Zentrum                               | |
|                                | Bruno Kurowski    | Zentrum                               | |
|                                | Anton Sawatzki    | Zentrum                               | |
|                                | Kurt Siebenfreund | Deutschliberale Partei                | |
|                                | Robert Schmidt    | Beamtenliste (Deutschliberale Partei) | |

### Parlamentarische Senatoren 1928–1929
Am 19. Januar 1928 gab es erneut eine Neubesetzung der nebenamtlichen Senatorenposten. Die Sozialdemokratische Partei erhielt nun 7 Sitze, die Zentrumspartei 4 und die Deutschliberale Partei 2. Dieses war die gleiche Parteienzusammensetzung wie 1925/26.
Am 16. Januar 1929 gab es die nächsten Umbesetzungen mit der Bildung des neuen Senats Sahm III.
| Amt                            | Name                | Partei                     | Anmerkung |
| ------------------------------ | ------------------- | -------------------------- | --------- |
| Stellvertreter des Präsidenten | Julius Gehl         | Sozialdemokratische Partei |           |
|                                | Franz Arczynski     | Sozialdemokratische Partei |           |
|                                | Friedrich Grünhagen | Sozialdemokratische Partei |           |
|                                | Bernhard Kamnitzer  | Sozialdemokratische Partei |           |
|                                | Max Ramminger       | Sozialdemokratische Partei |           |
|                                | Walter Reek         | Sozialdemokratische Partei |           |
|                                | Karl Rehberg        | Sozialdemokratische Partei |           |
|                                | Hans Zint           | Sozialdemokratische Partei |           |
|                                | Karl Formell        | Zentrum                    |           |
|                                | Karl Fuchs          | Zentrum                    |           |
|                                | Bruno Kurowski      | Zentrum                    |           |
|                                | Anton Sawatzki      | Zentrum                    |           |
|                                | Julius Jewelowski   | Deutschliberale Partei     |           |
|                                | Kurt Siebenfreund   | Deutschliberale Partei     |           |